# Karchaghbyur
Karchaghbyur (in armeno Կարճաղբյուր?, conosciuto anche come Karjaghbyur) è un comune dell'Armenia di 2 389 abitanti (2009) della provincia di Gegharkunik.